# Kel-Tec
Kel-Tec CNC Industries Inc., chiamata anche Kel-Tec, è un'azienda americana produttrice di armi da fuoco.  

## Storia
L'azienda fu fondata nel 1991 a Cocoa in Florida da George Kellgren, un progettista svedese che sviluppò diverse armi per aziende quali Husqvarna, Interdynamic AB, Intratec e Grendel. La compagnia produce e vende diversi tipi di arma da fuoco, da pistole semiautomatiche a fucili a canna liscia e rigata.

## Armi prodotte

### Pistole
- Kel-Tec PF-9
- Kel-Tec P-11
- Kel-Tec P15
- Kel-Tec P17
- Kel-Tec P-32
- Kel-Tec P-3AT
- Kel-Tec P50
- Kel-Tec PLR-16
- Kel-Tec PLR-22
- Kel-Tec PMR-30
- Kel-Tec CP-33

### Fucili a canna liscia
- Kel-Tec KSG
- Kel-Tec KS7

### Fucili a canna rigata
- Kel-Tec SUB-2000
- Kel-Tec SUB CQB
- Kel-Tec SU-16
- Kel-Tec SU-22
- Kel-Tec RFB
- Kel-Tec CMR-30
- Kel-Tec RDB